# وين إدوين باكستر
وين إدوين باكستر (بالإنجليزية: Wynne Edwin Baxter)‏ (1 مايو 1844 - 1 أكتوبر 1920) كان محامي ومترجم وعالم آثار ونبات إنجليزي يعرف أكثر بأنه القاضي الذي أجرى عده تحقيقات في قضايا معظم ضحايا جرائم قتل وايت تشابل الذين قام جاك السفاح بقتلهم في عام 1888.

## روابط خارجية
- كتاب قضايا وين إدوين باكستر:موقع جاك السفاح
- راي ديزموند، كريستين إلوود (1994). قاموس علماء النبات والبستانيين البريطانيين والأيرلنديين. CRC Press. ISBN:0-85066-843-3. مؤرشف من الأصل في 2020-03-03.
- باكستر رئيسا لبلدية لويس